# WWF Road to WrestleMania
WWF Road to WrestleMania är ett datorspel som släpps på Game Boy Advance av THQ, baserat på World Wrestling Federations betaltjänst med samma namn. Det var det första WWF-spelet som skulle släppas på Game Boy Advance, och det enda som släpptes under WWF-namnet.